# Fjällvallmo
Fjällvallmo (Papaver radicatum) är en högfjällsväxt, i Sverige endast funnen i nordligaste Lappland, i Norge på Dovre och Valdresfjällen samt i Finnmarken. Den har även hittats på ön Kaffeklubben och är därmed världens nordligaste blomma.
Den är flerårig och växer oftast i låga tuvor med täta blågröna bladrosetter och talrika stänglar; i blomning är den med sina klart svavelgula kronblad en av högfjällens mest lysande entomofila växter. På Dovre, som äger den artrikaste och ymnigaste alpina floran inom Skandinavien, ses fjällvallmon i massor bekläda torra, grusiga och klippiga sluttningar.